# Joe Walsh (politicus)
William Joseph (Joe) Walsh (North Barrington, 27 december 1961) is een Amerikaans politicus en radiopresentator.
Van 2011 tot 2013 was hij vertegenwoordiger van het 8ste district van de staat Illinois in het Huis van Afgevaardigden.
Van eind augustus 2019 tot begin februari 2020 nam hij stelling als uitdager van president Trump in de Republikeinse voorverkiezing, voorafgaand aan de presidentsverkiezing op 3 november 2020. Na het teleurstellende resultaat in de Iowa Caucus beëindigde hij op 7 februari zijn kortstondige campagne.

## Afkomst en opleiding
Joe Walsh groeide op in het noordelijke stadsdeel van Chicago, North Barrington. Hij is het vijfde kind van Susan Stanley en Charles Melville Walsh, hypotheekbankier en later vastgoedtaxateur. Walsh bezocht tot 1980 de Barrington High School. Daarna studeerde hij tot 1985 aan de University of Iowa in Iowa City. In 1991 sloot hij zijn studie af aan de University of Chicago als Master of Public Policies. Vervolgens was hij werkzaam als privaat ondernemer.

## Carrière
In politiek opzicht sloot hij zich aan bij de Republikeinse Partij. In 1996 stelde hij zich kandidaat voor het Congres. Echter zonder succes. Twee jaar later oogstte hij met zijn kandidatuur voor het Huis van Afgevaardigden van de staat Illinois evenmin succes. Bij de Congresverkiezingen in 2010 slaagde Walsh erin als vertegenwoordiger van het 8ste kiesdistrict van Illinois te worden gekozen in het federale Huis van Afgevaardigden in Washington, waar hij op 3 januari 2011 werd geïnstalleerd. Hij was lid van de Commissie voor Binnenlandse Veiligheid, van de Commissie voor Overzicht en Staatshervorming, alsmede van negen andere subcommissies.

## Trump
Walsh was een uitgesproken tegenstander van president Barack Obama, die hij in het Congres meteen scherp bekritiseerde. Een kritiek die hij echter in 2019 relativeerde: "Hij, Walsh, en andere leden van de Tea Party-beweging hadden meegeholpen het politieke klimaat onverzoenlijk te laten worden en daarmee een stemming geschapen die de verkiezing van Trump mogelijk had gemaakt." Hoewel hij aanvankelijk een supporter was van Donald Trump, ontwikkelde Walsh zich tot een standvastig criticus van de president, ondanks dat hij veel van diens beleidsdoelstellingen wel steunde. Hij steunde Donald Trumps presidentiële kandidatuur, hoewel hij niet geloofde dat Trump de staat Illinois voor zich zou kunnen winnen. Na diens verkiezing veroordeelde Walsh enkele van Trumps kandidaten voor kabinetsposten wegens hun banden met Goldman Sachs. In tegenstelling tot de opinies van veel andere conservatieven, sprak Walsh zijn vertrouwen uit in het onderzoek en het rapport van Speciaal Onderzoeker Robert Mueller.
In juli 2018 herriep Walsh zijn steun voor Trump na diens topontmoeting in Helsinki met de Russische president Vladimir Poetin, zeggend "ik zal Trump nooit weer steunen" en hem "een gevaar voor dit land" noemend. In oktober 2018 bekritiseerde Walsh Trump voor het doen van uitlatingen die volgens hem het gebruik van geweld propageerden. In april 2019 riep hij op Trump uit te dagen voor een voorverkiezing van de presidentsverkiezing in 2020, een pleidooi dat hij herhaalde in een oproep in augustus.

### Kandidatuur presidentsverkiezing 2020
In juli 2019 zei Walsh dat hij overwoog het in de voorverkiezingen tegen president Trump op te nemen. Ook verklaarde hij dat Trumps "hele leven één grote leugen is". Hij stelde daarom voor om het 25ste Amendment van de Grondwet toe te passen om Trump wegens onbekwaamheid uit zijn ambt te ontzetten. Op 25 augustus 2019 kondigde hij daadwerkelijk aan dat hij als Republikeinse tegenkandidaat van president Donald Trump in de voorverkiezingen van 2020 zou aantreden. Hij kenschetste zichzelf als "hardliner" inzake het immigratiebeleid, benadrukte dat hij behoorde tot de Tea Party-Beweging en beweerde dat hij Trump niet vanuit een centrumpositie zou uitdagen, maar vanaf de rechterzijde, in het bijzonder op grond van morele overwegingen.
Op 7 februari 2020 maakte Walsh op CNN bekend dat hij zijn kortstondige presidentiële campagne beëindigde, nadat hij in de Iowa-caucus slechts 1,1 % van de stemmen had behaald. Hij noemde de Republikeinse Partij "een sekte" en zei dat hij in november 2020 de Democratische presidentskandidaat zou steunen. Hij meende dat niemand Trump kon verslaan in de Republikeinse voorverkiezing, omdat Trump-supporters "volgers" waren die dachten dat Trump "geen kwaad kan doen" nadat zij de misinformatie van de "conservatieve media" tot zich hadden genomen. "Ze weten niet wat de waarheid is en — belangrijker nog — het kan hen ook niets schelen." In een interview met Fox News, herhaalde Walsh dat hij bereid is in november a.s. een socialist boven Trump te verkiezen.

## Controversiële uitingen
Volgens diverse media heeft Walsh een historie van het doen van controversiële uitspraken.
In september 2011 was hij een van 19 Congresleden, die door de Citizens for Responsibility and Ethics in Washington voor ethische vergrijpen werd berispt. Hij haalde de krantenkoppen omdat hij zijn rijbewijs wegens wanbetaling van zijn autoverzekering was kwijtgeraakt. Ook bespotte hij zijn politieke tegenstander Tammy Duckworth, die in de Irakoorlog als helikopterpiloot haar benen verloor. Walsh stelde haar status van oorlogsheldin ter discussie. In de Congresverkiezing in 2012 verloor hij vervolgens met 45 tegen 55 procent van de stemmen van Tammy Duckworth, die hem daarmee op 3 januari 2013 in het Huis van Afgevaardigden kon aflossen.
In augustus 2019 zei hij, terwijl hij zichzelf niet als een racist beschouwde, "Ik heb racistische dingen beweerd op Twitter." Op 19 juni 2014 werd Walsh van zijn radioprogramma gehaald wegens racistische laster. De volgende dag was hij weer in de ether. Radio WIND-manager Jeff Reismand gaf als commentaar: "In het fragment bedoelde Joe enkele ingeburgerde racistische uitdrukkingen als voorbeelden te citeren. Hij gebruikte ze geenszins op een lasterlijke of denigrerende manier, maar gewoon als voorbeelden. Zendgemachtigde AM 560 The Answer gaf echter geen toestemming om ze uit te zenden: "Ons beleid om is bepaalde woorden, die opruiend of agressief zijn, niet uit te zenden. Ook niet in de context van een discussie over de vraag waarom deze woorden agressief zijn. Wij zetten dit beleid voort."
Op 14 januari 2015 daagde Walsh – terwijl hij op tv de aanslag op Charlie Hebdo op 7 januari 1980 in Parijs volgde, in een tweet die hij als satirisch beschreef – islamisten uit om verslaggevers van CNN en MSNBC te onthoofden en verwees naar hen als "slappe lafaards" vanwege het niet uitzenden van cartoons die de profeet Mohammed verbeeldden en die wel werden gepubliceerd in het Franse satirische tijdschrift Charlie Hebdo. In een andere tweet beweerde Walsh dat het niet afbeelden van cartoons van Mohammed zou leiden tot meer aanslagen.
Na de aanslag op politieagenten in Dallas op 7 juli 2016 schreef Walsh op Twitter: "Nu is dit oorlog. Kijk uit Obama! Kijk uit Black Lives Matter-nozems!. Real America zal jullie aanpakken!". Deze commentaren werden door sommigen geïnterpreteerd als dreigementen. De volgende morgen verklaarde Walsh in een interview met de Chicago Tribune: "Natuurlijk was ik niet bezig met het aanzetten tot geweld tegen Obama en BLack Lives Matter. Dat is idioot en dom en verkeerd. Het zou mijn carrière om zeep helpen en het is verkeerd." Congreslid Keith Ellison pleitte voor een onderzoek naar de tweet door het Departement van Justitie.
Op 24 oktober 2016 schreef Walsh op Twitter: "Op 8 november stem ik op Trump." Op 9 november: “Als Trump verliest, grijp ik mijn musket. Doe je mee?" Toen CNN-reporter Jake Tapper hem vroeg wat hij bedoelde, antwoordde Walsh: "Het betekent dat we moeten protesteren. We moeten deelnemen aan daden van burgerlijke ongehoorzaamheid. Doen wat nodig is om ons land weer terug te krijgen." De New York Post schreef dat "sommigen zijn tweet opvatten als een oproep tot gewelddadige opstand".
Op 2 mei 2017 schreef Walsh op Twitter: "Sorry Jimmy Kimmel: jouw droevige verhaal verplicht noch mij, noch wie dan ook, om te betalen voor de gezondheidszorg van een ander." Zulks met verwijzing naar een monoloog van 13 minuten, ten beste gegeven door "late-night-tv-komiek" Jimmy Kimmel, die sprak over de aangeboren hartafwijking van zijn zoon en zijn overtuiging dat prenatale voorzieningen een belangrijk deel van de gezondheidszorg in de Verenigde Staten moeten worden.
Op 23 september 2017 beschreef Walsh Stevie Wonder als "Nog zo'n zwarte multimiljonair", nadat Wonder tijdens zijn concert op één knie was gegaan als protest tegen wat hij verwoordde als politiegeweld.

## Privé
Walsh trouwde in 1987 met Laura Walsh. Zij scheidden in 2002. In 2006 trouwde hij met Helene Miller. Hij heeft drie kinderen en twee stiefkinderen.
- Library of Congress Control Number: no2020026560
- Biographical Directory of the United States Congress: W000811
- Virtual International Authority File: 6962157162107078980007